# Síntesis de isoquinolina de Gabriel-Colman
La síntesis de isoquinolinas de Gabriel-Colman, llamada también Transposición de Gabriel-Colman, es un método de síntesis orgánica que consiste en la reacción de ésteres ftalimidoacéticos (2) con una base fuerte para formar isoquinolinas sustituidas (3).